# Tuba (copricapo)
La tuba è un tipo di copricapo che nasce per evoluzione del cappello a cilindro. Il cappello a cilindro era diffuso in diverse versioni caratterizzate da una crescente altezza, dalla fine del XVIII secolo, con la Rivoluzione francese ed i rivoluzionari che lo usavano come simbolo di libertà, divenuto in seguito sinonimo di eleganza per tutto il XIX secolo fino ai primi anni del XX secolo.
La tuba, non da meno come eleganza, si differenziava per l'altezza del copricapo decisamente maggiore. Rimase in uso fino ai primi anni del secolo scorso, per essere poi sorpassato dalle forme attuali di cappello di uso comune, non più rigido.
Un celebre personaggio che faceva uso della tuba era Giuseppe Verdi.
Un altro celebre personaggio, questa volta di fantasia, che è solito portare la tuba è Paperon de' Paperoni.